# Jakob Hermann
Jakob Hermann (Basilea, 16 giugno 1678 – Basilea, 11 giugno 1733) è stato un matematico svizzero.

## Biografia
Fu allievo prediletto di Jakob Bernoulli.
Per interessamento di Leibniz e di Michelangelo Fardella nel 1707 ottenne la cattedra di matematica all'Università di Padova, dove insegnò fino al 1713.
In seguito fu professore nelle Università di Francoforte sull'Oder, a Pietroburgo dal 1724 e a Basilea dal 1731.
Diffuse in Italia il calcolo infinitesimale.

## Opere
- (LA) Phoronomia, sive De viribus et motibus corporum solidorum et fluidorum libri duo, Amsterdam, Rudolf Wetstein & Gerard Wetstein, 1716.